# Pomachromis guamensis
Pomachromis guamensis là một loài cá biển thuộc chi Pomachromis trong họ Cá thia. Loài này được mô tả lần đầu tiên vào năm 1975.

## Từ nguyên
Từ định danh được đặt theo tên gọi của nơi đầu tiên tìm thấy loài cá này, đảo Guam (–ensis: hậu tố biểu thị nơi chốn).

## Phạm vi phân bố và môi trường sống
P. guamensis mới chỉ được tìm thấy tại đảo Guam (thuộc quần đảo Mariana). P. guamensis sống gần những rạn san hô viền bờ ở độ sâu đến 33 m.

## Mô tả
Chiều dài cơ thể tối đa được ghi nhận ở P. guamensis trưởng thành dài khoảng 4,5 cm. P. guamensis có màu xanh lam xám. Cuống đuôi có đốm màu vàng tươi, màu vàng này lan rộng sang hai thùy đuôi. Vây lưng trong mờ, phớt vàng.
Số gai ở vây lưng: 14; Số tia vây ở vây lưng: 12–13; Số gai ở vây hậu môn: 2; Số tia vây ở vây hậu môn: 13; Số gai ở vây bụng: 1; Số tia vây ở vây bụng: 5.

## Sinh thái học
Thức ăn của P. guamensis là chủ yếu động vật phù du. Cá đực có tập tính bảo vệ và chăm sóc trứng; trứng có độ dính và bám vào đá hoặc san hô.